# Shining Heights
Shining Heights es un rascacielos de 213 metros de altura y 55 plantas ubicado en Kowloon, Hong Kong, China. Su construcción se completó en 2009. Shining Heights se compone de 348 apartamentos residenciales que parten de 66 m². El precio medio por pie cuadrado en un apartamento regular es de 7000 dólares de Hong Kong. El proyecto contempla cuatro áticos de lujo que van de 319 hasta 413 m².
Está empatado con las tres torres del complejo Victoria Towers como el 35.º edificio más alto de Hong Kong.